# 弟名子媛
弟名子媛（おとなこひめ、生没年不詳）は、古墳時代の女性。蘇我韓子の娘で、穂積押山の妻。